# Giennadij Żarkow
Giennadij Żarkow, ros. Геннадий Жарков – radziecki kierowca wyścigowy.

## Biografia
Występował w barwach klubu Trud Moskwa. W 1963 roku zwyciężył na Łużnikach samochodem ZiŁ-112S w ramach grupy B. Od 1964 roku rywalizował tym pojazdem w Sowieckiej Formule 5, a w sezonie 1965 został mistrzem tej serii. W 1966 roku zadebiutował w Sowieckiej Formule 3. W 1967 roku wystartował we Wschodnioniemieckiej Formule 3 na torze Autobahnspinne Dresden, zajmując trzynaste miejsce. W 1969 roku zadebiutował w Pucharze Pokoju i Przyjaźni, rywalizując wówczas Estonią 9M. W 1970 roku zajął trzecie miejsce w klasyfikacji Sowieckiej Formule 3, natomiast sezon później był drugi.

## Wyniki
| Legenda oznaczeń w tabelach wyników Wyświetl szablon na nowej stronie | Legenda oznaczeń w tabelach wyników Wyświetl szablon na nowej stronie                                                                     |
| Oznaczenie                                                            | Wyjaśnienie |
| --------------------------------------------------------------------- | --- |
| Złoty                                                                 | Zwycięzca lub mistrzostwo |
| Srebrny                                                               | 2. miejsce lub wicemistrzostwo |
| Brązowy                                                               | 3. miejsce lub II wicemistrzostwo |
| Zielony                                                               | Ukończył, punktował (w klasyfikacji generalnej, gdy zdobył co najmniej jeden punkt na przestrzeni sezonu, poza trzema powyższymi opcjami) |
| Niebieski                                                             | Ukończył, nie punktował (w klasyfikacji generalnej, gdy nie zdobył co najmniej jednego punktu na przestrzeni sezonu)                      |
| Czerwony                                                              | Nie zakwalifikował się (NZ) |
| Czerwony                                                              | Nie prekwalifikował się (NPK) |
| Różowy                                                                | Nie ukończył (NU) |
| Różowy                                                                | Niesklasyfikowany (NS) (w klasyfikacji generalnej, gdy nie został sklasyfikowany w żadnym wyścigu sezonu)                                 |
| Czarny                                                                | Zdyskwalifikowany (DK) |
| Czarny                                                                | Wykluczony (WYK/EX) |
| Biały                                                                 | Nie wystartował (NW) |
| Biały                                                                 | Kontuzjowany (K/INJ) |
| Biały                                                                 | Wyścig odwołany (OD/C) |
| Bez koloru                                                            | Został wycofany (WYC/WD) |
| Bez koloru                                                            | Nie przybył (NP/DNA) |
| Bez koloru                                                            | Nie brał udziału w treningach (NT/DNP) |
| Bez koloru                                                            | Nie został zgłoszony (–) |
| Pogrubienie                                                           | Start z pole position |
| Kursywa                                                               | Najszybsze okrążenie wyścigu |
| †                                                                     | Nie ukończył, ale jego rezultat został zaliczony ze względu na przejechanie więcej niż 90% dystansu wyścigu.                              |
| *                                                                     | Sezon w trakcie |
| 1/2/3                                                                 | Punktowana pozycja w sprincie kwalifikacyjnym                                                                                             |
| Lista systemów punktacji Formuły 1                                    | |

### Puchar Pokoju i Przyjaźni
| Rok  | Samochód    | Silnik   | Wyniki w poszczególnych eliminacjach | Wyniki w poszczególnych eliminacjach | Wyniki w poszczególnych eliminacjach | Wyniki w poszczególnych eliminacjach | Pkt. | Msc. |
| ---- | ----------- | -------- | ------------------------------------ | ------------------------------------ | ------------------------------------ | ------------------------------------ | ---- | ---- |
| 1969 |             |          | Czechosłowacja                       |                                      |                                      |                                      | 0    | NS   |
| 1969 | Estonia 9M  | Wartburg | ?                                    | NU                                   | ?                                    | -                                    | 0    | NS   |
| 1972 |             |          | Czechosłowacja                       |                                      |                                      |                                      | 12   | 19   |
| 1972 | Estonia 19M | Wartburg | -                                    | 12                                   | -                                    |                                      | 12   | 19   |

### Sowiecka Formuła 3
| Rok  | Zespół      | Samochód  | Silnik   | Wyniki w poszczególnych eliminacjach | Wyniki w poszczególnych eliminacjach | Wyniki w poszczególnych eliminacjach | Wyniki w poszczególnych eliminacjach | Pkt. | Msc. |
| ---- | ----------- | --------- | -------- | ------------------------------------ | ------------------------------------ | ------------------------------------ | ------------------------------------ | ---- | ---- |
| 1966 |             |           |          |                                      |                                      |                                      |                                      | 0    | NS   |
| 1966 | Trud Moskwa |           |          | 10                                   | -                                    | -                                    | -                                    | 0    | NS   |
| 1968 |             |           |          |                                      |                                      |                                      |                                      | ?    | ?    |
| 1968 | Trud Moskwa | Estonia 9 | Wartburg | -                                    | 3                                    |                                      |                                      | ?    | ?    |
| 1970 |             |           |          |                                      |                                      |                                      |                                      | –    | 3    |
| 1970 | Trud Moskwa | Estonia 9 | Wartburg | 3                                    |                                      |                                      |                                      | –    | 3    |
| 1971 |             |           |          |                                      |                                      |                                      |                                      | 191  | 2    |
| 1971 | Trud Moskwa | Estonia 9 | Wartburg | 2                                    | 7                                    | 4                                    |                                      | 191  | 2    |
| 1972 |             |           |          |                                      |                                      |                                      |                                      | 182  | 4    |
| 1972 | Trud Moskwa | Estonia 9 | Łada     | 4                                    | 4                                    | 6                                    |                                      | 182  | 4    |

### Wschodnioniemiecka Formuła 3
| Rok  | Zespół      | Samochód | Silnik | Wyniki w poszczególnych eliminacjach | Wyniki w poszczególnych eliminacjach | Wyniki w poszczególnych eliminacjach | Wyniki w poszczególnych eliminacjach | Wyniki w poszczególnych eliminacjach | Wyniki w poszczególnych eliminacjach | Pkt. | Msc. |
| ---- | ----------- | -------- | ------ | ------------------------------------ | ------------------------------------ | ------------------------------------ | ------------------------------------ | ------------------------------------ | ------------------------------------ | ---- | ---- |
| 1967 |             |          |        |                                      |                                      |                                      |                                      |                                      |                                      | 0    | NS   |
| 1967 | Trud Moskwa |          |        | -                                    | -                                    | -                                    | -                                    | -                                    | 13                                   | 0    | NS   |